# Gökhan Bacik
Gökhan Bacik je turecký politolog, od roku 2017 působící v Olomouci na Katedře politologie a evropských studií Filozofické fakulty Univerzity Palackého. V Česku tak od té doby působí jako odborník na tureckou politiku. Vedle toho se geograficky zaměřuje na celou oblast Blízkého východu.
Turecko, kde Bacik působil jako děkan, byl Bacik nucen opustit po pokusu o vojenský převrat v Turecku v roce 2016. Česká vláda a Univerzita Palackého mu nabídly azyl a pracovní poměr.